# Discografia de Turma do Pagode
A discografia de Turma do Pagode consiste em dois álbum de estúdio, onze álbuns ao vivo e dezenove singles lançados desde o início da carreira.

## Álbuns

### Álbuns de estúdio
| Álbum            | Detalhes                                                                                               |
| ---------------- | --- |
| Festa no Quintal | - Lançamento: 25 de janeiro de 2003 - Formatos: CD, download digital, streaming - Gravadora: Obi Music |
| Mais Feliz       | - Lançamento: 2007 - Formatos; CD, download digital, streaming - Gravadora: Terra Nova                 |

### Álbuns ao vivo
| Álbum                     | Detalhes | Vendas        | Certificações  |
| ------------------------- | --- | ------------- | -------------- |
| Turma do Pagode - Ao Vivo | - Lançamento: 2001 - Formatos: CD, download digital, streaming - Gravadora: Paradoxx Music                        |               |                |
| Pagode do Bom             | - Lançamento: 2005 - Formatos: CD, download digital, streaming - Gravadora: Jotadabliuce Discos                   |               |                |
| Dom de Sambar             | - Lançamento: 1 de março de 2010 - Formatos: DVD, download digital, streaming - Gravadora: Atração Fonográfica    |               |                |
| Esse é o Clima            | - Lançamento: 1 de setembro de 2010 - Formatos: DVD, download digital, streaming - Gravadora: Atração Fonográfica |               |                |
| O Som das Multidões       | - Lançamento: 9 de julho de 2012 - Formatos: DVD, download digital, streaming - Gravadora: Sony Music             | - PMB: 80.000 | - PMB: Platina |
| Mania do Brasil           | - Lançamento: 15 de abril de 2014 - Formatos: DVD, download digital, streaming - Gravadora: Sony Music            | - PMB: 80.000 | - PMB: Platina |
| Turma do Pagode XV Anos   | - Lançamento: 18 de março de 2015 - Formatos: DVD, download digital, streaming - Gravadora: Sony Music            | - PMB: 80.000 | - PMB: Platina |
| Misturadin                | - Lançamento: 15 de agosto de 2017 - Formatos: DVD, download digital, streaming - Gravadora: Sony Music           | - PMB: 80.000 | - PMB: Platina |
| Turma do Pagode           | - Lançamento: 8 de setembro de 2018 - Formatos: DVD, download digital, streaming - Gravadora: Sony Music          |               |                |
| Misturadin 2              | - Lançamento: 15 de março de 2019 - Formatos: DVD, download digital, streaming - Gravadora: Sony Music            | - PMB: 80.000 | - PMB: Platina |
| Todo Seu                  | - Lançamento: 2020 - Formatos: DVD, download digital, streaming - Gravadora: Sony Music                           |               |                |

## Singles

### Como artista principal
| Ano                                                                             | Título                                         | Melhores posições | Álbum                   |
| Ano                                                                             | Título                                         | BRA               | Álbum                   |
| ------------------------------------------------------------------------------- | ---------------------------------------------- | ----------------- | ----------------------- |
| 2009                                                                            | "Quando Ela Souber"                            | 100               | Esse É O Clima          |
| 2010                                                                            | "Camisa 10"                                    | —                 | Esse É O Clima          |
| 2012                                                                            | "Lancinho"                                     | 22                | O Som das Multidões     |
| 2012                                                                            | "Luz, Cama e Ação"                             | —                 | O Som das Multidões     |
| 2013                                                                            | "A Gente Tem Tudo A Ver"                       | —                 | O Som das Multidões     |
| 2013                                                                            | "Horas Iguais"                                 | —                 | O Som das Multidões     |
| 2013                                                                            | "Horário de Verão"                             | —                 | O Som das Multidões     |
| 2014                                                                            | "Pente e Rala"                                 | —                 | Mania do Brasil         |
| 2014                                                                            | "Melhor Amigo"                                 | —                 | Mania do Brasil         |
| 2016                                                                            | "Deixa em Off"                                 | 38                | Turma do Pagode XV Anos |
| 2016                                                                            | "Puxa, Agarra e Beija" (part. Aviões do Forró) | 42                | Turma do Pagode XV Anos |
| 2016                                                                            | "Beija Aqui" (part. Thiaguinho)                | 41                | Turma do Pagode XV Anos |
| 2017                                                                            | "Cobertor de Orelha"                           | 46                | Misturadin              |
| 2017                                                                            | "Se Eu Pudesse"                                | 43                | Misturadin              |
| 2018                                                                            | "Sua Mãe Vai Me Amar"                          | 48                | Misturadin 2            |
| 2018                                                                            | "Pesquisa no Google" (part. Henrique & Diego)  | 48                | Misturadin 2            |
| 2019                                                                            | "Aonde Quer Chegar" (part. Gaab)               | —                 | Misturadin 2            |
| 2019                                                                            | "Muito Cedo"                                   | 55                | Todo Seu                |
| 2020                                                                            | "O Brasil Tem Que Ver" (part. Kevinho)         | 40                | Todo Seu                |
| "—" denota singles que não entraram nas paradas musicais ou não foram lançados. |                                                |                   |                         |